# Parc Héritage de Saint-Marc-de-Figuery
 (septembre 2022).
La mise en forme du texte ne suit pas les recommandations de Wikipédia : il faut le « wikifier ».
Les points d'amélioration suivants sont les cas les plus fréquents :
- Les titres sont pré-formatés par le logiciel. Ils ne sont ni en capitales, ni en gras.
- Le texte ne doit pas être écrit en capitales (les noms de famille non plus), ni en gras, ni en italique, ni en « petit »…
- Le gras n'est utilisé que pour surligner le titre de l'article dans l'introduction, une seule fois.
- L'italique est rarement utilisé : mots en langue étrangère, titres d'œuvres, noms de bateaux, etc.
- Les citations ne sont pas en italique mais en corps de texte normal. Elles sont entourées par des guillemets français : « et ».
- Les listes à puces sont à éviter, des paragraphes rédigés étant largement préférés. Les tableaux sont à réserver à la présentation de données structurées (résultats, etc.).
- Les appels de note de bas de page (petits chiffres en exposant, introduits par l'outil «  Source ») sont à placer entre la fin de phrase et le point final[comme ça].
- Les liens internes (vers d'autres articles de Wikipédia) sont à choisir avec parcimonie. Créez des liens vers des articles approfondissant le sujet. Les termes génériques sans rapport avec le sujet sont à éviter, ainsi que les répétitions de liens vers un même terme.
- Les liens externes sont à placer uniquement dans une section « Liens externes », à la fin de l'article. Ces liens sont à choisir avec parcimonie suivant les règles définies. Si un lien sert de source à l'article, son insertion dans le texte est à faire par les notes de bas de page.
- La présentation des références doit suivre les conventions bibliographiques. Il est recommandé d'utiliser les modèles {{Ouvrage}}, {{Chapitre}}, {{Article}}, {{Lien web}} et/ou {{Bibliographie}}. Le mode d'édition visuel peut mettre en forme automatiquement les références.
- Insérer une infobox (cadre d'informations à droite) n'est pas obligatoire pour parachever la mise en page.

Pour une aide détaillée, merci de consulter Aide:Wikification.
Si vous pensez que ces points ont été résolus, vous pouvez retirer ce bandeau et améliorer la mise en forme d'un autre article.
Le Parc Héritage est une institution muséale située à Saint-Marc-de-Figuery, en Abitibi-Témiscamingue. Ce site historique est une reconstitution du Musée de la poste et de la Boutique de forge. Le lieu dévoile aux visiteurs l’importance des métiers de maître de poste et de forgeron de l’époque et reproduit également la vie des années 1920 à Saint-Marc-de-Figuery. Ce site patrimonial présente aux visiteurs l'histoire de la poste et de la forge, de même que l'influence qu'ils ont exercée sur le développement rural.  
Le Parc Héritage, qui accueille chaque année des visiteurs venus de la région ou de l’extérieur, contribue également au rayonnement de la municipalité de Saint-Marc-de-Figuery.   

## Histoire de l'Abitibi
Au début du XXe siècle, alors que la population rurale de la Vallée du Saint-Laurent se déplaçait massivement vers les États-Unis, les autorités politiques et religieuses collaborèrent dans le mouvement de colonisation de l'Abitibi. Sous le mandat de Wilfrid Laurier, la construction du chemin de fer transcontinental au Canada donna un élan à la colonisation en Abitibi par un tracé traversant la région. Ces travaux ferroviaires en Abitibi débutèrent en 1909. Dès 1912, les trains commencent à circuler en Abitibi.  
À cette époque, le potentiel agricole de la région était méconnu. Le gouvernement mit en place une série de mesures pour favoriser l'établissement de colons en Abitibi. C'est dans ce contexte que l'abbé Ivanhoë Caron, rattaché au ministère de la Colonisation, incita des familles à s'y établir. Un autre défenseur de la colonisation, l'agent des terres Hector Authier, qui fut d'ailleurs le premier maire d'Amos, accueillit des familles dans la région.  
Les premiers colons s'établirent près des gares le long du chemin de fer. On assista alors à la création des premières localités, notamment Amos et La Sarre. D'autres colons empruntèrent les rivières qui croisaient le chemin de fer, notamment l'Harricana ou la Peter-Brown, pour pénétrer à l'intérieur des terres. C'est ainsi que Saint-Marc-de-Figuery vit le jour. Parmi ces colons, plusieurs étaient natifs de la région de Bellechasse et de Dorchester. C'est pendant l'année 1922 que fut érigée la paroisse de Saint-Marc-de-Figuery.  

### Saint-Marc-de-Figuery
La municipalité de Saint-Marc-de-Figuery se situe près d’Amos, de Landrienne et de La Corne. À proximité de cette localité se trouve le lac La Motte et le lac Figuery, du bassin versant de la rivière Harricana, cours d'eau important qui se jette dans la Baie-James. Saint-Marc-de-Figuery se distingue pour la fertilité de ses terres, à vocations diverses. Tout au long de son histoire, Saint-Marc-de-Figuery s'est identifié au secteur agricole. L'activité forestière jouait aussi un rôle dans l'économie de la municipalité. Par exemple, il arrivait aux agriculteurs de couper le bois de leur terre et de le vendre aux compagnies forestières.   
À la suite de la colonisation, cette municipalité a connu une page triste de son histoire, entre 1955 et 1973, avec le pensionnat autochtone d'Amos. C'est à Saint-Marc-de-Figuery que se trouvait ce pensionnat qui accueillait Anicinabek, Attikameks et Ojibwés. Ce bâtiment est aujourd'hui démoli. Une partie du site est devenue un lieu de commémoration et de recueillement pour les survivants ainsi que leurs descendants. Le conseil municipal de Saint-Marc-de-Figuery donne un appui inconditionnel à toutes les démarches entreprises auprès des paliers gouvernementaux en vue de faire la lumière sur ces anciens pensionnats où de jeunes autochtones y ont vécu des drames épouvantables.  
En 2022, la municipalité de Saint-Marc-de-Figuery fêtait son 100e anniversaire. Le comité du centenaire y organisa des festivités avec des activités diversifiées qui se sont déroulées entre le 11 et le 14 août 2022. 

### Les métiers de forgeron et de maître de poste
Saint-Marc-de-Figuery se composait aussi d'une boutique de forge et de la poste, qui jouaient un rôle économique important dans la paroisse.
Au sein des municipalités abitibiennes, les forgerons contribuèrent particulièrement au patrimoine bâti ainsi qu'au décor urbain et rural. Ces artisans construisaient une grande variété d'objets d'une grande utilité et de grande beauté. Des rampes, des clôtures, des serrures et des portails sont des exemples d'objets qu'ils pouvaient vendre aux paroissiens. De plus, les forgerons pouvaient aussi construire des biens liés à la foresterie. Ils fréquentaient en effet les chantiers à proximité de leur village pour ferrer les chevaux et limer leurs sabots. Au cours du XXe siècle, ces artisans ont su faire preuve de résilience en s'adaptant à leur environnement de travail parfois inhospitalier, aux difficultés économiques, et au développement de nouvelles techniques avec notamment la mécanisation des pratiques agricoles et l'apparition de l'automobile. 
Quant aux maîtres de postes, ils occupaient une fonction importante dans la vie quotidienne au sein des villages et municipalités au début du XXe siècle. Par ailleurs, si ce métier était populaire à l'époque, le salaire du maître de poste était souvent instable. Le maître de poste devait aussi assumer plusieurs responsabilités variées. Le bureau de poste était souvent localisé près d'une épicerie ou d'un magasin général, pour accommoder la population. Ce lieu favorisait l'économie locale en ce qu'il attirait des clients potentiels pour les petites entreprises. À cet endroit s'accumulait aussi des sommes d'argent qui servaient à la municipalité. Il était ainsi un centre économique important. 

## Protection et mise en valeur
En 1991, le Musée de la poste fut inauguré officiellement à Saint-Marc-de-Figuery. En 1995, c'était la formation du Comité du Patrimoine qui assumait la gestion de ce site. Au cours de cette même année fut également instauré le Circuit agrotouristique de Saint-Marc-de-Figuery, lequel comprenait le Parc Héritage. Ce circuit guidé comprend notamment la visite de la Miellerie La Grande Ourse et celle du site d'interprétation de la rivière Peter-Brown, où se trouve le premier pont couvert de l'Abitibi-Témiscamingue. 
En 1999, pour faire revivre l'époque de leurs ancêtres, les citoyens de Saint-Marc construisirent une réplique de la boutique de forge des débuts de la municipalité. 
Le Parc Héritage se distingue en ce qu'il fait découvrir aux touristes les techniques traditionnelles de forge, en plus d'exposer le filage de la laine, la broderie et la fabrication du savon. Les touristes peuvent aussi y observer la collection d’objets et d’outils de l'époque. 
Ce site patrimonial fait partie du Réseau muséal de l’Abitibi-Témiscamingue. Ce dernier lui a attribué un sceau de qualité, le Label Muséo-Famille, pour les nombreux services que l'organisme offre aux familles en visite. C’est Jocelyne Bilodeau, agente de développement de Saint-Marc-de-Figuery, qui est la directrice générale de ce site historique.  